# Saint-Michel (Charente)
Saint-Michel – miejscowość i gmina we Francji, w regionie Nowa Akwitania, w departamencie Charente.
Według danych na rok 1990 gminę zamieszkiwało 3125 osób, a gęstość zaludnienia wynosiła 1270 osób/km² (wśród 1467 gmin regionu Poitou-Charentes Saint-Michel plasuje się na 70. miejscu pod względem liczby ludności, natomiast pod względem powierzchni na miejscu 1134.).